# EmCAMPUS

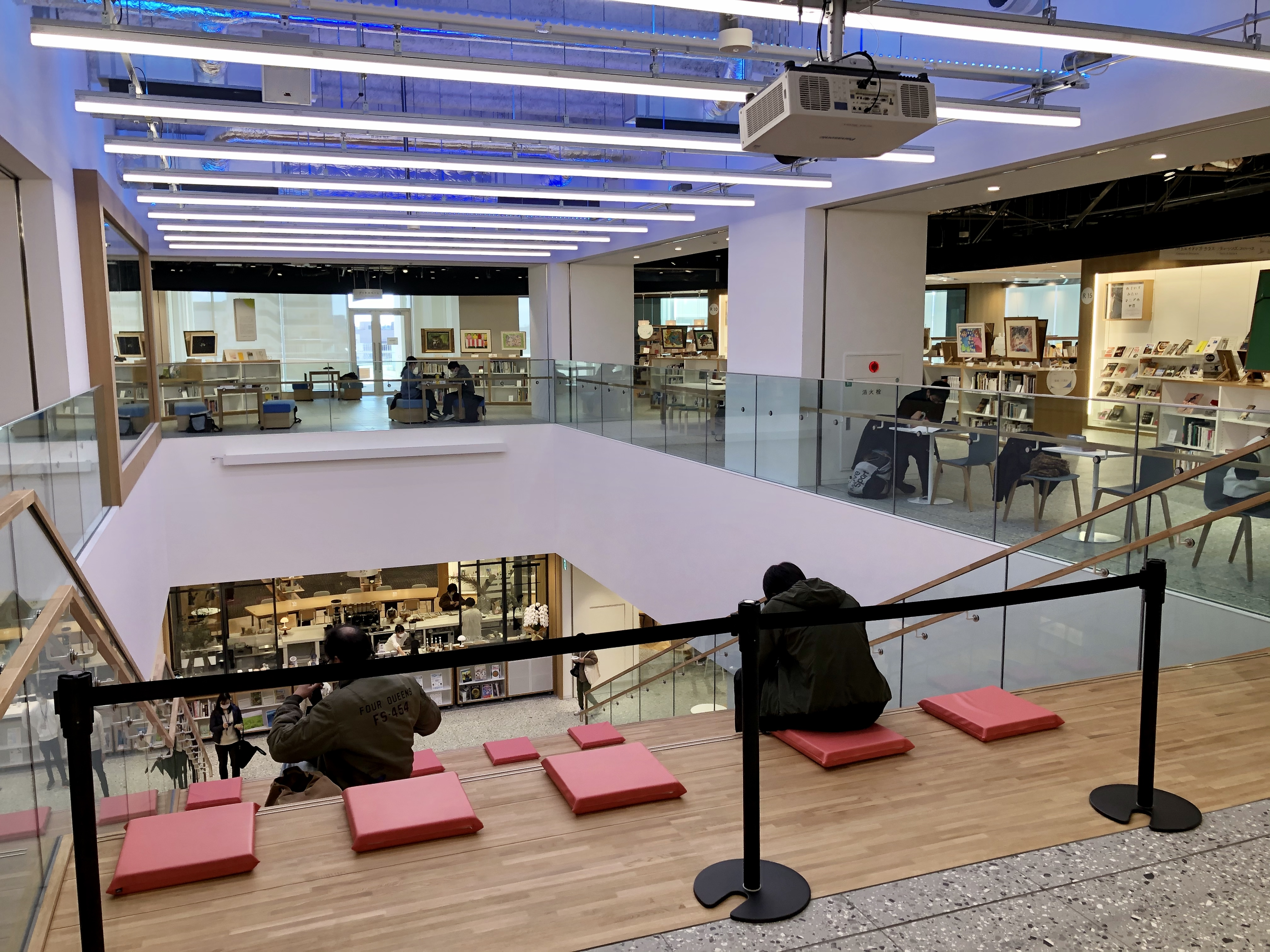
豊橋市まちなか図書館

emCAMPUS（エムキャンパス）は、愛知県豊橋市駅前大通二丁目81番地にある複合施設である。
施設の管理運営はサーラグループの中部ガス不動産株式会社が行っている。
名称の由来は「笑む」のほか、East MikawaのEM、EatやEducationのEとMikawaをつなぐという意味が込められている。

## 歴史
- 2021年（令和3年）7月 - emCAMPUS EAST（東棟）が竣工[2]。
- 2024年（令和6年）5月 - emCAMPUS WEST（西棟）が竣工[6]。

## 特色
豊橋駅前大通二丁目地区第一種市街地再開発事業に伴い、旧名豊ビルのほか旧はざまビル、旧開発ビルや狭間児童広場跡地に豊橋駅前大通二丁目地区市街地再開発組合が建設するもので、2021年（令和3年）7月にemCAMPUS EASTが竣工した。施設はemCAMPUS EAST（東棟）と2024年（令和6年）5月に竣工したemCAMPUS WEST（西棟）のほか、両棟の中間スペースにまちなか広場が整備されている。emCAMPUS EASTには商業施設や行政施設のほか図書館やオフィス、住宅（129戸）が入居し、emCAMPUS WESTには商業施設、オフィス、住宅が入居している。

## 施設

### emCAMPUS EAST
6階 - 24階
- THE HOUSE TOYOHASHI（ザ・ハウス豊橋）
- 屋上農園（6階）

5階
- オフィス
  - 株式会社時事通信社 豊橋支局
  - 大成株式会社 豊橋営業所
  - 綜合警備保障株式会社 豊橋支社
  - 国立大学法人豊橋技術科学大学 サテライト・オフィス
- emCAMPUS STUDIO

4階
- オフィス
  - 株式会社東海ビルメンテナス・株式会社サン東海ビルメンテナス
  - 愛知県東三河総局総務県民課旅券グループ
  - 中部ガス不動産株式会社 開発本部
  - 中部警備保障株式会社
  - 一般財団法人愛知県建築住宅センター 豊橋事務所
  - 株式会社ENEOSウイング
- サービス
  - 豊橋公証人合同役場
  - 公益社団法人愛知県看護協会 愛知県ナースセンター 豊橋支所
  - 東三河広域連合旅券センター豊橋窓口
  - 豊橋市駅前窓口センター
  - 愛知県よろず支援拠点豊橋サテライト
  - 相続手続支援プラザ
  - サーラフィナンシャルサービスemCAMPUSオフィス

2階 - 3階
- 豊橋市まちなか図書館
- 公益財団法人豊橋市国際交流協会（2階）

1階
- emCAMPUS FOOD

### emCAMPUS WEST
3階 - 16階
- THE HOUSE 豊橋 WEST

2階
- 十六銀行豊橋支店・豊橋ローンサービスセンター
- watowa（ヤマゴ畜産サテライトオフィス・ショールーム）
- めい薬局 emCAMPUS店
- 豊橋まちなかウィメンズヘルスクリニック

1階
- icuco株式会社
- 豊市パン

### 豊橋市まちなか広場
再開発区画内にあった狭間児童広場を再整備したもので、面積は約0.22ha。多目的空間と緑の空間が設けられている。2021年10月9日供用開始。